# مجلس الانضمام

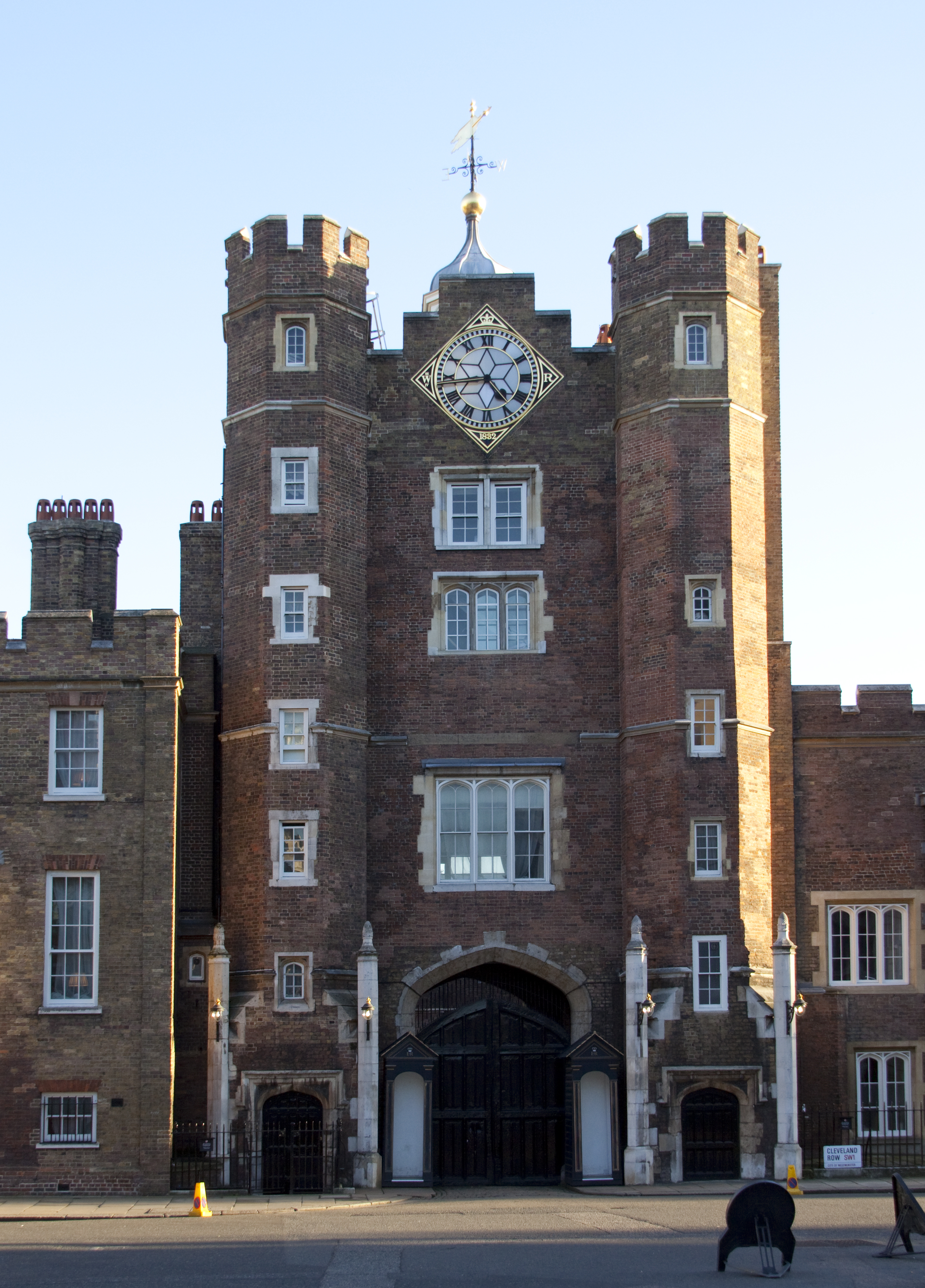
قصر سانت جيمس، لندن، حيث يجتمع مجلس الانضمام

مجلس الانضمام (بالإنجليزية: Accession Council) ويسمى ايضاً (مجلس الجلوس على العرش)؛ هو عبارة عن مجلس احتفالي يتكون من مجموعة من مستشاري الملكة الخاصين، وضباط الدولة العظماء، ورئيس بلدية لندن، والمفوضين الساميين للمملكة وكبار موظفي الخدمة المدنية، ويعقد هذا المجلس فقط عند وفاة الملك، في قصر سانت جيمس في لندن.

## الإعلان

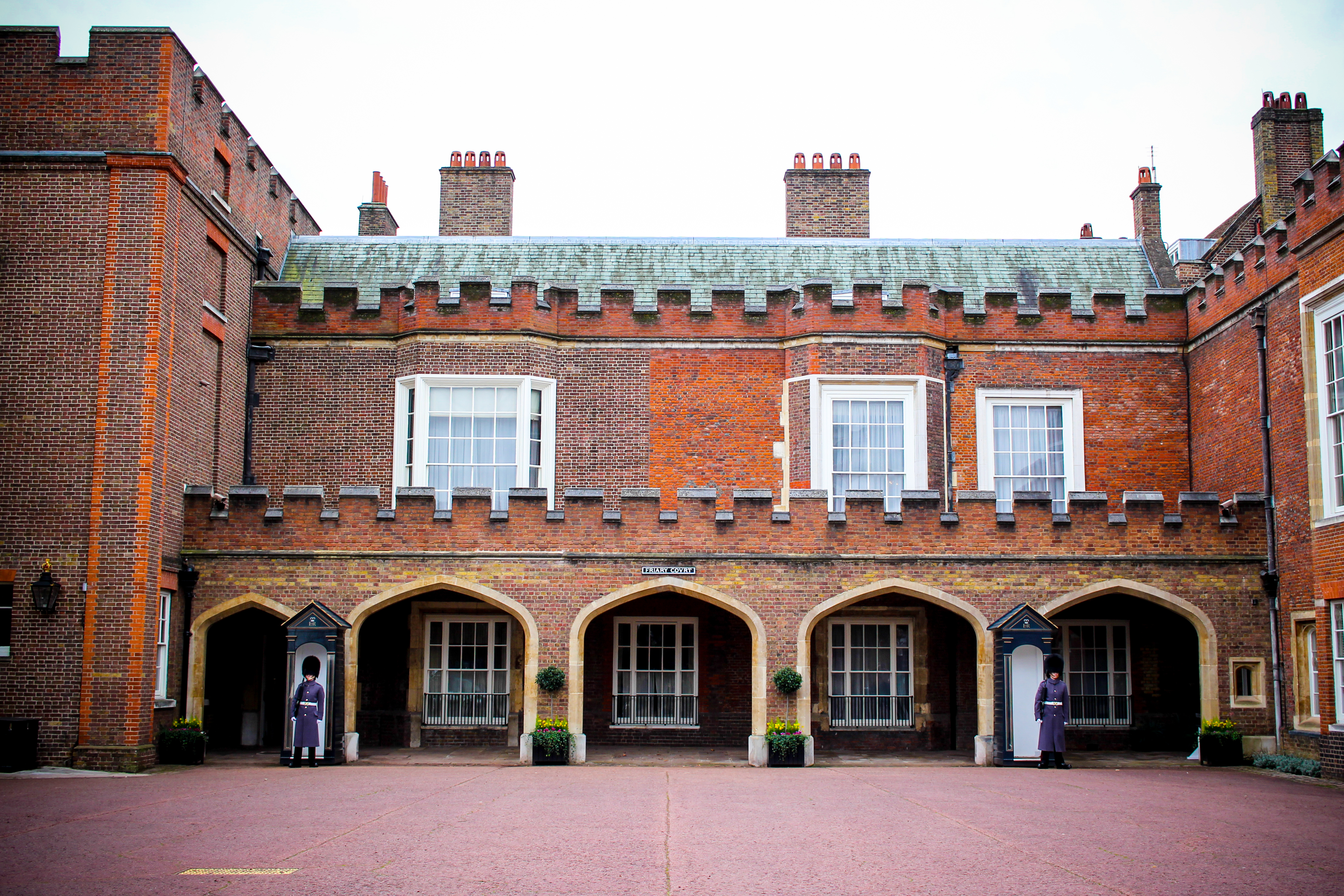
معرض الإعلانات المطل على محكمة فريري في قصر سانت جيمس، حيث تتم قراءة الإعلان لأول مرة تقليديًا.

عند وفاة الملك يجتمع مجلس الانضمام الذي يشرف على الإعلان الرسمي لتولي وريث الملك العرش، بموجب أحكام قانون التسوية 1701، ويؤكد الإعلان بالاسم فقط هوية الملك الجديد ويعلن رسميًا عن الاسم الملكي للحاكم الجديد.
يُقرأ الإعلان تقليديًا في عدة مواقع في لندن وإدنبرة وونزر ويورك، وأيضًا في الموقع المركزي من كل بلدة أو قرية.

إعلان 2022:

## القسم
يُطلب من الملك عند توليه العرش أداء القسم بموجب قانونا الاتحاد 1707، ويتم أداءه عادة في مجلس الانضمام. وبمجرد أن يؤدي الملك قسمًا للمجلس، يخطو إلى معرض الإعلان في قصر سانت جيمس الذي يطل على محكمة فرياري لإعلان عن الملك الجديد.

## قائمة مجالس الانضمام
فيما يلي قائمة بمواعيد مجالس الانضمام والقراءة العلنية للإعلانات.
| العاهل                  | تاريخ ووقت الوفاة                         | تاريخ ووقت مجلس الانضمام                          | تاريخ ووقت الإعلان العام             |
| ----------------------- | ----------------------------------------- | ------------------------------------------------- | ------------------------------------ |
| فيكتوريا                | الثلاثاء 20 يونيو 1837، 02.00             | الثلاثاء 20 يونيو 1837، 11.00                     | الأربعاء 21 يونيو 1837، الساعة 10.00 |
| إدوارد السابع           | الثلاثاء 22 يناير 1901، 18.30             | الأربعاء 23 يناير 1901 الساعة 14.00               | الخميس 24 يناير 1901، 09.00          |
| جورج الخامس             | الجمعة 6 مايو 1910، 23.45                 | السبت 7 مايو 1910، الساعة 16.00                   | الاثنين 9 مايو 1910، 09.00           |
| إدوارد الثامن           | الاثنين 20 يناير 1936، 23.55              | الثلاثاء 21 يناير 1936 الساعة 16.00               | الأربعاء 22 يناير 1936 الساعة 10.00  |
| جورج السادس             | الجمعة 11 ديسمبر 1936، 14.00              | السبت 12 ديسمبر 1936 الساعة 11.00                 | السبت 12 ديسمبر 1936 الساعة 15.00    |
| الملكة إليزابيث الثانية | الأربعاء 6 فبراير 1952 ، "الساعات الأولى" | الأربعاء 6 فبراير 1952، 17.00 (الجزء الأول)       | الجمعة 8 فبراير 1952 ، الساعة 11.00  |
| الملكة إليزابيث الثانية | الأربعاء 6 فبراير 1952 ، "الساعات الأولى" | الجمعة 8 فبراير 1952، الساعة 10.00 (الجزء الثاني) | الجمعة 8 فبراير 1952 ، الساعة 11.00  |
| تشارلز الثالث           | الخميس 8 سبتمبر 2022، "بعد الظهر"         | السبت 10 سبتمبر 2022، الساعة 10.00                | السبت 10 سبتمبر 2022، 11.00          |

## مات الملك، عاش الملك!
هي عبارة تختصر الإعلان التقليدي الرسمي للدول حين يعتلي ملك جديد العرش بعد وفاة الملك السابق، وتبدو العبارة متناقضة، إذ في الآن ذاته الذي يُعلن فيه للشعب وفاة الملك السابق، يحيي الملك الجديد. ويُعتقد أنه جزء من النص الرسمي لإعلان الانضمام الذي تمت قراءته بعد قرار مجلس الانضمام فيما يتعلق بالوريث الشرعي للعرش.

## أنظر أيضًا
- خط الخلافة على العرش البريطاني
- تتويج الملكة فيكتوريا
- تتويج إليزابيث الثانية
- تتويج تشارلز الثالث

## روابط خارجية
- Privy Council Website – Accession Council
- BBC On This Day feature, including clip of proclamation at Royal Exchange
- Accession Council's Proclamation, 20 June 1837, of Victoria as Queen "saving the rights of any issue of His late Majesty King William the Fourth which may be borne of his late Majesty's Consort" : London Gazette issue 19509, page1581
- Proclamations of Accession of English and British Sovereigns (1547-1952 نسخة محفوظة 10 سبتمبر 2022 على موقع واي باك مشين.